# Яремчук Назарій Назарійович
Яремчук Назарій Назарійович, відомий як Назарій Яремчук (молодший) (23 березня 1977 Закарпатська область, Міжгірський район, с. Пилипець) — український естрадний співак (тенор), композитор, автор-виконавець, заслужений артист України (2004), народний артист України (2017). Брат співака, народного артиста України Дмитра Яремчука та співачки Марії Яремчук.

## Біографія і творча діяльність
Народився 23 березня 1977 року в с. Пилипець, Міжгірський район,Закарпатська область, в сім'ї музикантів. Батько — народний артист України Назарій Яремчук, мати — Олена Шевченко, солістка ВІА «Смерічка».
1996 року закінчив Чернівецьке музичне училище імені Сидора Воробкевича (з 1997 року Чернівецьке училище мистецтв імені Сидора Воробкевича) по класу теорії музики.
2001 року закінчив Національну музичну академію України ім. П. І. Чайковського по класу композиції у композитора Івана Карабиця.
2004 року закінчив аспірантуру НМАУ ім. П. І. Чайковського у композитора Мирослава Скорика.
1996, 1997, 1999 — лауреат Х, ХІ, ХІІІ Всеукраїнських фестивалів-конкурсів сучасної естрадної пісні «Пісенний вернісаж».
1998, 1999, 2000, 2001 — нагороджений дипломами Лауреата телерадіопроекту «Шлягер року».
2002 року Назарій та його брат Дмитро стали засновниками Пісенного фестивалю «Родина» ім. Назарія Яремчука, що присвячений пам'яті та творчості їхнього батька Назарія Яремчука. Дмитро та Назарій традиційно організовують фестиваль в палаці мистецтв «Україна»
2004 року указом президента України Кучми присвоєно почесне звання «Заслужений артист України».
Назарій Яремчук є автором пісень на вірші поетів: Ольга Ткач, Віктор Герасименко, Володимир Матвієнко, Євген Рибчинський, Анатолій Матвійчук, Дмитро Яремчук, власні тексти. Пісні переважно виконує в дуеті з братом та співають окремо.
2013 року разом з Дмитром Яремчуком був нагороджений дипломом учасника Всеукраїнської програми «Національні лідери України».
2017 року присвоєно почесне звання «Народний артист України».
Починаючи з середини 1996 року Назарій Яремчук (молодший) та його брат Дмитро Яремчук розпочали свою активну гастрольну концертну діяльність як естрадні співаки.
Дмитро та Назарій виконують власні та відомі українські естрадні пісні: «Ти моя Україно» [Архівовано 6 січня 2015 у Wayback Machine.], «Вишиванка», «Родина», «Наша доля», «Хай буде щастя і любов», «Мама», «Червона рута», «Я подарую світу», «Я так люблю Україно тебе», «Стожари», «Гай, зелений гай», «Черемшина», «Пісня про рушник», «Моя Україна-родина», «Всі слова», «Чуєш мамо» та ін. З власними концертами Дмитро та Назарій Яремчуки об'їздили всю Україну, а також виступають за її межами.

## Дискографія
- 2004 — «Родина» (перевидання 2010 р.).
- 2005 — «Наша доля» (перевидання 2010 р.).
- 2010 — «Кращі пісні».[6]
- 2011 — «Подарую світу».